# Bob Willis
Pour les articles homonymes, voir Willis.
Robert George Willis, puis Robert George Dylan Willis, dit Bob Willis, est un joueur de cricket international et commentateur sportif britannique né le 30 mai 1949 à Sunderland et mort le 4 décembre 2019. 
Ce lanceur rapide dispute 90 test-matchs entre 1971 et 1984, ainsi que 64 One-day International (ODI) entre 1973 et 1984. Il est capitaine de la sélection de 1982 à sa retraite sportive. Son total de guichets en test-matchs, 325, est alors le deuxième meilleur de l'histoire.